# 波拉斯特龙
波拉斯特龙（法語：Polastron，法語發音：[pɔlastʁɔ̃]）是法国热尔省的一个市镇，属于欧什区。

## 地理
波拉斯特龙（43°31'52"N, 0°50'41"E）面积15.21 平方千米，位于法国奧克西塔尼大區热尔省，该省份为法国西南部内陆省份，北起顺时针与洛特-加龙省、塔恩-加龙省、上加龙省、上比利牛斯省、大西洋比利牛斯省和朗德省接壤。
与波拉斯特龙接壤的市镇（或旧市镇、城区）包括：欧里蒙、贝泽里勒、圣安德烈、圣马丹吉穆瓦、圣苏朗、蒂朗蓬泰雅克。

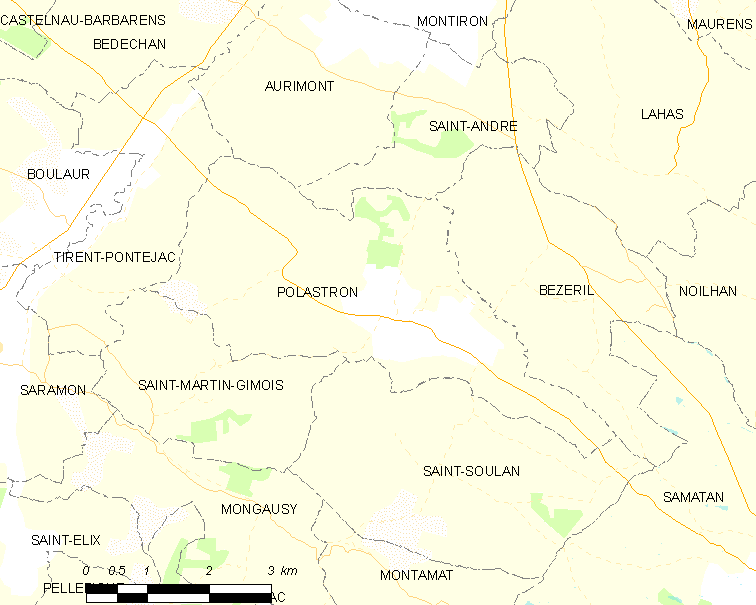
波拉斯特龙的OSM定位图

波拉斯特龙的时区为UTC+01:00、UTC+02:00（夏令时）。

## 行政
波拉斯特龙的邮政编码为32130，INSEE市镇编码为32321。

## 政治
波拉斯特龙所属的省级选区为萨沃河谷县。

## 人口

1962-2008年间波拉斯特龙人口变化图示

波拉斯特龙于2022年1月1日时的人口数量为269人。